# Yang Wenyi
Yang Wenyi (杨文意S, Yáng WényìP; 11 gennaio 1972) è un'ex nuotatrice cinese.
Ha vinto tre medaglie olimpiche nel nuoto. 
In particolare ha vinto la medaglia d'oro alle Olimpiadi di Barcellona 1992 nei 50 metri stile libero femminili, una medaglia d'argento nella stessa edizione dei giochi nella staffetta 4×100 metri stile libero e un'altra medaglia d'argento alle Olimpiadi di Seul 1988 nella gara di 50 metri femminile.